# Persone di nome Michael/Registi
| Questa pagina contiene informazioni ricavate automaticamente dalle voci biografiche con l'ausilio del template Bio e di un bot. L'aggiornamento è periodico e automatico e ricostruisce completamente la pagina. Se manca una persona in questa lista, sei pregato di non aggiungerla, ma accertati piuttosto che la sua voce biografica contenga il template Bio e che i dati anagrafici siano correttamente compilati. Se il template Bio manca, inseriscilo tu stesso o, in alternativa, metti l'avviso {{tmp\|Bio}} che ne segnala la mancanza. Se i dati riportati sono sbagliati, correggi direttamente la voce biografica; le modifiche saranno visibili in questa lista entro pochi giorni. Per chiarimenti vedi il progetto antroponimi. La lista contiene solo le 71 persone che sono citate nell'enciclopedia e per le quali è stato implementato correttamente il template Bio. Pagina aggiornata al 22 giu 2025. |

Questa è una lista di persone presenti nell'enciclopedia che hanno il nome Michael e sono registi.

## A(4)
- Michael Almereyda, regista, sceneggiatore e produttore cinematografico statunitense (Overland Park, n. 1959)
- Michael Anderson, regista britannico (Londra, n. 1920 - Vancouver, † 2018)
- Michael Apted, regista e produttore televisivo britannico (Aylesbury, n. 1941 - Los Angeles, † 2021)
- Michael Arias, regista, produttore cinematografico e effettista statunitense (Los Angeles, n. 1968)

## B(5)
- Michael Bay, regista, produttore cinematografico e produttore televisivo statunitense (Los Angeles, n. 1965)
- Michael Bennett, regista, coreografo e ballerino statunitense (Buffalo, n. 1943 - Tucson, † 1987)
- Michael Benthall, regista e direttore artistico britannico (Londra, n. 1919 - Londra, † 1974)
- Michael Braun, regista e sceneggiatore tedesco (Rüdersdorf, n. 1930 - † 2014)
- Breck Eisner, regista statunitense (New York, n. 1970)

## C(5)
- Michael Caton-Jones, regista, attore e produttore cinematografico britannico (Broxburn, n. 1957)
- Michael Chaves, regista statunitense (Los Angeles, n. 1984)
- Michael Cimino, regista, sceneggiatore e produttore cinematografico statunitense (New York, n. 1939 - Beverly Hills, † 2016)
- Michael Cuesta, regista statunitense (New York, n. 1963)
- Michael Curtiz, regista, produttore cinematografico e attore ungherese (Budapest, n. 1886 - Los Angeles, † 1962)

## D(5)
- Michael Davis, regista e sceneggiatore inglese (Birmingham, n. 1961)
- Michael Dean, regista, produttore cinematografico e sceneggiatore statunitense (n. 1964)
- Michael Dinner, regista e produttore televisivo statunitense (n. 1953)
- Michael Dougherty, regista, sceneggiatore e produttore cinematografico statunitense (Columbus, n. 1974)
- Michael Dowse, regista, sceneggiatore e montatore canadese (London, n. 1973)

## F(2)
- Mike Figgis, regista, sceneggiatore e compositore britannico (Carlisle, n. 1948)
- Michael Fresco, regista e produttore televisivo statunitense

## G(3)
- Mike Goi, regista statunitense (Chicago, n. 1959)
- Michael Gordon, regista statunitense (Baltimora, n. 1909 - Century City, † 1993)
- Michael Grandage, regista, direttore artistico e attore britannico (Yorkshire, n. 1962)

## H(5)
- Michael Haneke, regista, sceneggiatore e critico cinematografico austriaco (Monaco di Baviera, n. 1942)
- Michael Haussman, regista e pittore statunitense (Gary, n. 1964)
- Michael Herz, regista, attore e sceneggiatore statunitense (New York, n. 1949)
- Michael Hoffman, regista, sceneggiatore e produttore cinematografico statunitense (Hawaii, n. 1956)
- Michael Hurst, regista e sceneggiatore britannico (Shoreham, n. 1973)

## J(2)
- Michael Patrick Jann, regista statunitense (Albany, n. 1970)
- Derek Jarman, regista e sceneggiatore britannico (Londra, n. 1942 - Londra, † 1994)

## K(2)
- Michael Kanin, regista, sceneggiatore e produttore cinematografico statunitense (Rochester, n. 1910 - Los Angeles, † 1993)
- Michael Patrick King, regista e produttore televisivo statunitense (Scranton, n. 1954)

## L(5)
- Michael Lehmann, regista statunitense (San Francisco, n. 1957)
- Michael Lembeck, regista e attore statunitense (New York, n. 1948)
- Michael Lennox, regista britannico (n. 1979)
- Michael Lindsay-Hogg, regista statunitense (New York, n. 1940)
- Michael Lucas, regista, attore pornografico e produttore cinematografico russo (Mosca, n. 1972)

## M(5)
- Michael Mann, regista, sceneggiatore e produttore cinematografico statunitense (Chicago, n. 1943)
- Michael Mayer, regista, librettista e produttore televisivo statunitense (Washington, n. 1960)
- Mike Mills, regista e sceneggiatore statunitense (Berkeley, n. 1966)
- Michael Mohan, regista e sceneggiatore statunitense (Boston, n. 1986)
- Michael Moore, regista, sceneggiatore e produttore cinematografico statunitense (Flint, n. 1954)

## N(2)
- Mike Newell, regista e produttore cinematografico britannico (St Albans, n. 1942)
- Michael Noer, regista danese (Esbjerg, n. 1978)

## O(1)
- Michael Oblowitz, regista, produttore cinematografico e sceneggiatore sudafricano (Città del Capo, n. 1952)

## P(5)
- Mike Nichols, regista, comico e produttore cinematografico tedesco (Berlino, n. 1931 - New York, † 2014)
- Michael Petrolini, regista, sceneggiatore e direttore della fotografia italiano (Torino, n. 1992)
- Michael Pfleghar, regista e sceneggiatore tedesco (Stoccarda, n. 1933 - Düsseldorf, † 1991)
- Michael Pitiot, regista televisivo, sceneggiatore e ambientalista francese (n. 1970)
- Michael Powell, regista e sceneggiatore inglese (Bekesbourne, n. 1905 - Avening, † 1990)

## R(6)
- Michael Radford, regista, sceneggiatore e produttore cinematografico britannico (Nuova Delhi, n. 1946)
- Michael Raeburn, regista sudafricano
- Michael Reeves, regista e sceneggiatore britannico (Sutton, n. 1943 - Londra, † 1969)
- Michael Ritchie, regista statunitense (Waukesha, n. 1938 - New York, † 2001)
- Michael Roesch, regista, sceneggiatore e produttore cinematografico tedesco (n. 1974)
- Michael Rymer, regista e produttore televisivo australiano (n. 1963)

## S(6)
- Michael e Peter Spierig, regista, sceneggiatore e produttore cinematografico tedesco (Buchholz in der Nordheide, n. 1976)
- Michael Sarnoski, regista e sceneggiatore statunitense (Milwaukee)
- Michael Schultz, regista e produttore cinematografico statunitense (Milwaukee, n. 1938)
- Michael Smith, regista e produttore televisivo statunitense
- Michael Spiller, regista statunitense (n. 1961)
- Michael Sucsy, regista, sceneggiatore e produttore cinematografico statunitense (n. 1973)

## T(3)
- Mike Thurmeier, regista e animatore canadese (Regina, n. 1975)
- Michael Tollin, regista e produttore televisivo statunitense (Filadelfia, n. 1955)
- Michael Tuchner, regista tedesco (Berlino, n. 1932 - † 2017)

## V(2)
- Michael Vejar, regista statunitense (Los Angeles, n. 1943)
- Michael Verhoeven, regista e sceneggiatore tedesco (Berlino, n. 1938 - Grünwald, † 2024)

## W(2)
- Michael Wadleigh, regista, sceneggiatore e direttore della fotografia statunitense (Akron, n. 1942)
- Michael Winterbottom, regista e sceneggiatore inglese (Blackburn, n. 1961)

## Z(1)
- Michael Zampino, regista e sceneggiatore italiano (Roma, n. 1967)